# Crateri di 162173 Ryugu
Segue una lista dei crateri d'impatto presenti sulla superficie di 162173 Ryugu. La nomenclatura di 162173 Ryugu è regolata dall'Unione Astronomica Internazionale; la lista contiene solo formazioni esogeologiche ufficialmente riconosciute da tale istituzione.
I crateri di Ryugu portano i nomi tratti da racconti e fiabe per bambini.
Sono tutte stati identificati durante la missione della sonda Hayabusa 2, l'unica ad avere finora raggiunto Ryugu.

## Prospetto
| Cratere    | Eponimo | Latitudine | Longitudine | Diametro |
| ---------- | --- | ---------- | ----------- | -------- |
| Brabo      | Brabo - Un giovane coraggioso che sconfigge un gigante in una fiaba olandese. | 4,5° N     | 229,7° E    | 0,14 km  |
| Cendrillon | Cenerentola - La protagonista dell'omonima fiaba di Charles Perrault, nella versione originale del nome.                                                                           | 31,9° N    | 350,5° E    | 0,22 km  |
| Kibidango  | Kibidango - Sorta di ravioli giapponesi fatti con farina di miglio che, in una fiaba giapponese, Momotarō porta con sé nel viaggio.                                                | 31,2° S    | 50° E       | 0,13 km  |
| Kintaro    | Kintarō - Bambino dotato di forza sovraumana in vari racconti giapponesi. | 0,4° N     | 157,8° E    | 0,17 km  |
| Kolobok    | Kolobok - Piccolo panino al latte che scappa da casa per rotolare per strada cantando una canzoncina in una fiaba russa.                                                           | 1,5° S     | 333,5° E    | 0,18 km  |
| Momotaro   | Momotarō - Bambino nato all'interno di una pesca gigante in una fiaba giapponese.                                                                                                  | 12,5° S    | 51,9° E     | 0,19 km  |
| Urashima   | Urashima Tarō - Pescatore che in una fiaba giapponese viene premiato per aver salvato una tartaruga con la possibilità di visitare il regno sottomarino della principessa Otohime. | 8,1° S     | 92,9° E     | 0,29 km  |